# Fassbier

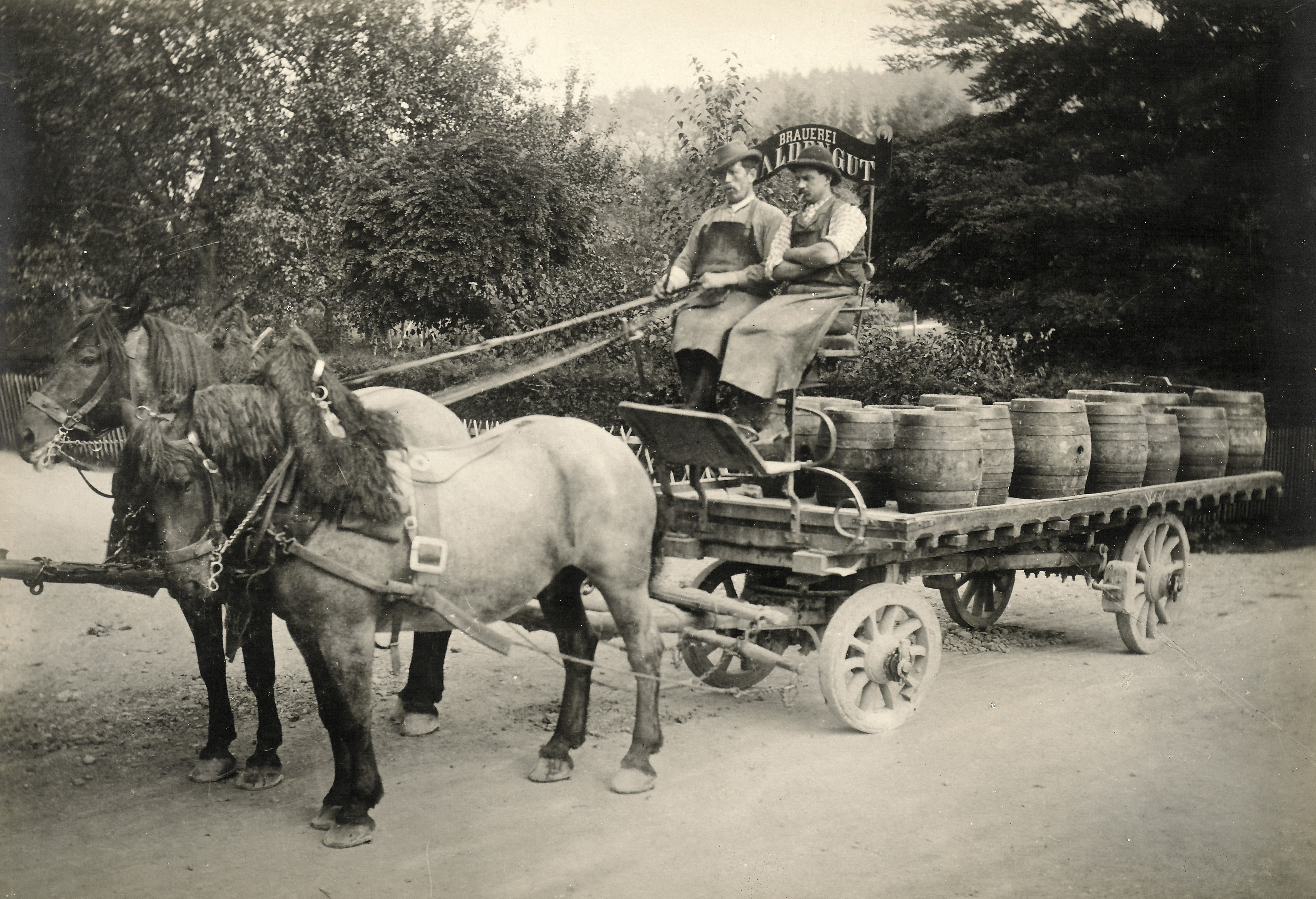
Transport von Bierfässern mit Pferdegespann, um 1892

Fassbier bezeichnet im Gegensatz zum Flaschen- oder Dosenbier das vom Fass (Bierfass) ausgeschenkte Bier. Im weiteren Sinne umfasst der Begriff heute auch Biere, die aus Edelstahltanks ausgeschenkt werden. Die Brauereien füllen in der Regel 30- oder 50-Liter-Fässer ab. Für den privaten Konsum gibt es aber auch kleinere Größen als Partyfässer. Im Kölner Raum verbreitet ist das Pittermännchen, ein 10-Liter-Kölschfass. Bis in die 1970er Jahre waren auch Fässer mit einem Fassungsvermögen von 100 Litern üblich. Bei Großveranstaltungen kommen gelegentlich noch 200-Liter-Fässer (s. Hirsch (Bierfass)) zum Einsatz.
Beim Ausschank wird das Bier aus den Fässern durch spezielle Zapfanlagen in Gläser oder Krüge umgefüllt. Durch die Verwendung von Kompensatorhähnen können inzwischen feinporige Schaumkronen erzielt werden, wodurch das gezapfte Bier weniger Raumtemperatur annimmt und Kohlensäure verliert. In den Zapfanlagen wird als Treibmittel unter anderem Kohlendioxid verwendet.